# Similia similibus curantur
Similia similibus curantur (o la meno ricorrente similia similibus curentur), è una locuzione latina, che, tradotta letteralmente, significa «i simili si curino coi simili». Si tratta di un principio da attribuire a Samuel Hahnemann, che ne fece il fondamento dell'omeopatia, da lui teorizzata agli inizi del XIX secolo, in contrapposizione al principio, allora in voga tra i medici del tempo, del contraria contrariis curantur («i contrari vengono curati con i contrari»).

## Storia
È comunque un concetto molto antico, risalente almeno al medico indiano Sushruta (tra il 1200 a.C. e il 600 a.C.) che affermava Samah samam shamayati locuzione in lingua sanscrita che significa appunto «il simile si cura col simile». Anche Ippocrate e Basilio Valentino dimostravano di conoscere tale principio. Secondo la scienza medica contemporanea si tratta di un principio non dimostrato e privo di fondamento scientifico.
Secondo Hahnemann, la guarigione consiste nel somministrare al malato l'essenza che a lui manca, essendo questa precipitata nella materia, cioè divenuta «grossolana», e così materializzatasi come veleno sul piano corporale. L'effetto venefico non va quindi combattuto con mezzi altrettanto materiali, ma va piuttosto colmato con la medesima essenza, dopo averla riconvertita e innalzata a quel livello vibratorio di cui attualmente il paziente avverte la mancanza.
Già Paracelso nel Cinquecento aveva sostenuto, nel suo Paragranum, che «nessuna malattia può guarire per contrapposizione, ma solo grazie al suo simile», principio che sfruttò tramite preparazioni alchemiche in grado di convertire il veleno in medicamento.
(Paracelso, Opus paragranum, 1529 )
Anche secondo Edward Bach, seguace dell'omeopatia e fondatore a sua volta della floriterapia ispirata a principi affini,
(Edward Bach, tratto da Le opere complete, p. 10)